# Ostzonenmeisterschaft 1948
L'edizione 1948 della Ostzonenmeisterschaft vide la vittoria finale dell'SG Planitz, che non venne autorizzato dalle autorità dell'Unione Sovietica, a prendere parte agli incontri contro le altre squadre, e così facendo, non venne attribuito il titolo di campione di Germania.
A seguito della spartizione della Germania da parte degli Alleati, difatti, si determinarono quattro singoli campioni, uno per ogni zona di occupazione:
- zona di occupazione americana: Norimberga
- zona di occupazione francese: Kaiserslautern
- zona di occupazione britannica: Amburgo
- zona di occupazione sovietica: SG Planitz

oltre che di Berlino:
- Union Oberschöneweide

## Partecipanti
| Squadra               | qualificata dai campionati regionali 1947-48     |
| SG Planitz            | Rappresentante della Sassonia                    |
| SG Meerane            | Rappresentante della Sassonia                    |
| SG Weimar-Ost         | Rappresentante della Turingia                    |
| SG Sömmerda           | Rappresentante della Turingia                    |
| ZSG Freiimfelde Halle | Rappresentante della Sassonia-Anhalt             |
| Sportfreunde Burg     | Rappresentante della Sassonia-Anhalt             |
| SG Cottbus-Ost        | Campione del Brandeburgo                         |
| SG Babelsberg         | Vicecampione del Brandenburgo                    |
| SG Schwerin           | Campione del Meclemburgo-Pomerania Anteriore     |
| SG Wismar-Süd         | Vicecampione del Meclemburgo-Pomerania Anteriore |

## Fase finale

### Turno di qualificazione
| Sportfreunde Burg | 1 – 0 | SG Sömmerda |

| SG Meerane | 3 – 1 | SG Babelsberg |

### Quarti di finale
| SG Meerane | 2 – 1 dts | Sportfreunde Burg |

| SG Schwerin | 1 – 3 | SG Planitz |

| SG Cottbus-Ost | 0 – 1 dts | SG Weimar-Ost |

| ZSG Freiimfelde Halle | 3 – 1 | SG Wismar-Süd |

### Semifinali
| ZSG Freiimfelde Halle | 5 – 2 | SG Meerane |

| SG Planitz | 5 – 0 | SG Weimar-Ost |

### Finale
| SG Planitz | 1 – 0 | ZSG Freiimfelde Halle |

## Verdetti
- SG Planitz campione della Ostzonenmeisterschaft 1948.